# Spanischer Kragen (Kleidungsstück)

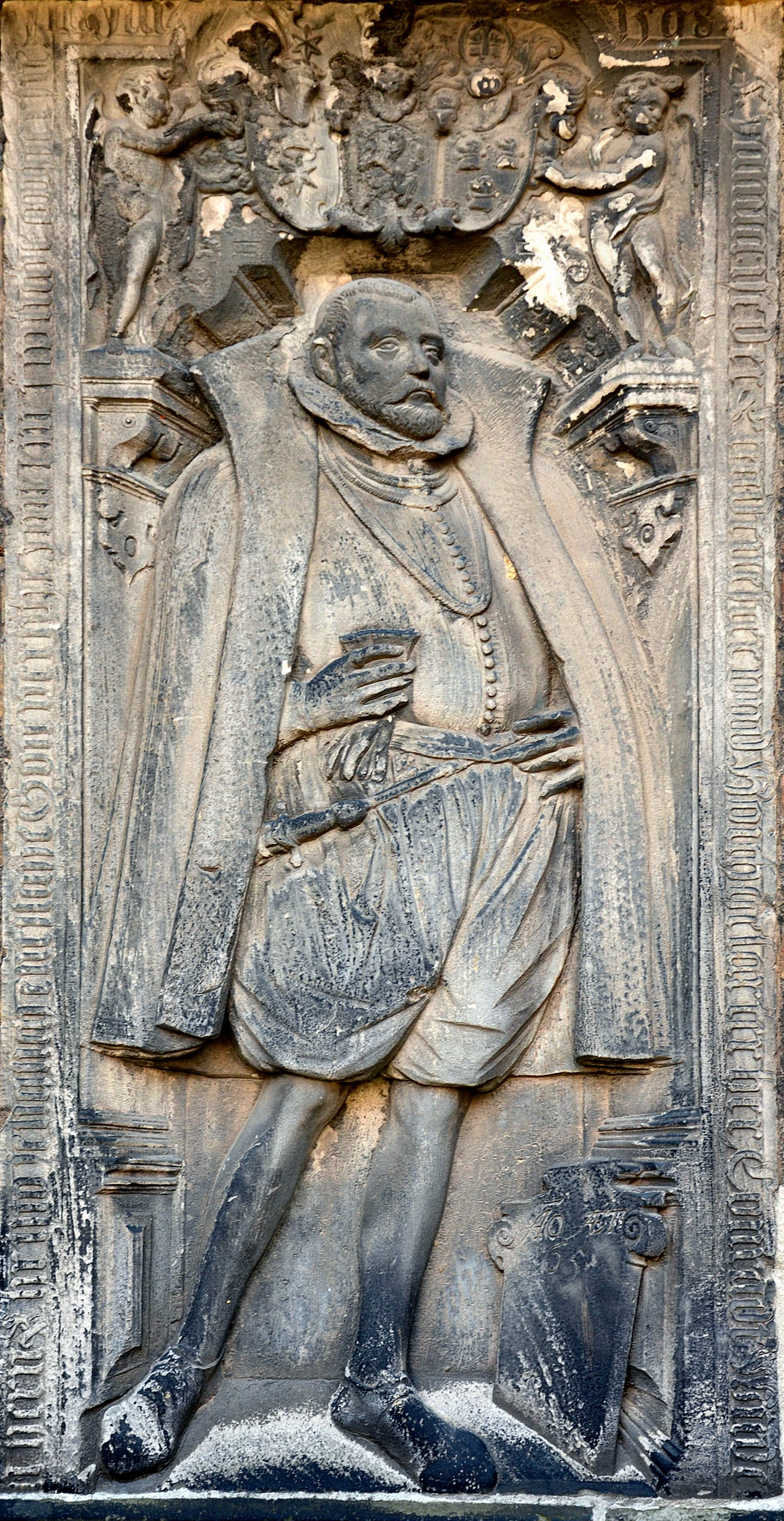
Auf dem 1598 geschaffenen Epitaph an der Nordwand der Marktkirche in Hannover trägt der Großvogt Conrad Wiedemeyer einen spanischen Kragen am Wams

Der Spanische Kragen, auch Welscher Kragen genannt, war ein zu Beginn der 1580er Jahre in Mode gekommenes Bekleidungsstück, ähnlich wie die Mühlsteinkrause. Der welsche Kragen war jedoch üblicherweise fest am Oberhemd angenäht.
Der Spanische Kragen „stieg aus dem Halsausschnitte des Wamses schräg gegen den Nacken empor, den er umgab. Nach seinem unteren oder inneren Rande hin, der am Hemde saß, war der Kragen in einige Falten gelegt, die beim Stärken zusammengeklebt und dann glattgebügelt wurden [...] Dieser Kragen machte es nötig, den Rock- oder Wamskragen, der darunter saß, in ähnlicher Weise umzubiegen.“
Ein Beispiel für einen spanischen Kragen zeigt das Epitaph des Conrad Wiedemeyer an der Nordwand der Marktkirche in Hannover.